# Тим који губи
„Тим који губи” је југословенски ТВ филм из 1968. године. Режирао га је Арса Милошевић а сценарио је написао Звонимир Мајдак.

## Улоге
| Глумац              | Улога |
| ------------------- | ----- |
| Северин Бијелић     |       |
| Стојан Дечермић     |       |
| Тамара Милетић      |       |
| Драган Оцокољић     |       |
| Станислава Пешић    |       |
| Владимир Поповић    |       |
| Гојко Шантић        |       |
| Љиљана Шљапић       |       |
| Власта Велисављевић |       |